# Liste der Kulturgüter in Les Breuleux
Die Liste der Kulturgüter in Les Breuleux enthält alle Objekte in der Schweizer Gemeinde Les Breuleux im Kanton Jura, die gemäss der Haager Konvention zum Schutz von Kulturgut bei bewaffneten Konflikten, dem Bundesgesetz vom 20. Juni 2014 über den Schutz der Kulturgüter bei bewaffneten Konflikten sowie der Verordnung vom 29. Oktober 2014 über den Schutz der Kulturgüter bei bewaffneten Konflikten unter Schutz stehen.
Objekte der Kategorien A und B sind vollständig in der Liste enthalten, Objekte der Kategorie C fehlen zurzeit (Stand: 1. Januar 2023).

## Kulturgüter
| Foto |                                                                    | Objekt                                                        | Kat. | Typ | Standort                                                 | Beschreibung |
| ---- | ------------------------------------------------------------------ | ------------------------------------------------------------- | ---- | --- | -------------------------------------------------------- | ------------ |
| ja   | Datei hochladen · Wikidata zu Bauernhaus du Peu-Girard (Q29521889) | Bauernhaus Le Peu-Girard / Ferme du Peu-Girard KGS-Nr.: 03472 | A    | G   | Le Peu-Girard 46a 565618 / 228919                        |              |
| ja   | Datei hochladen · Wikidata zu Bauernhaus Nr. 22 (Q29521868)        | Bauernhaus Nr. 22 / Ferme No 22 KGS-Nr.: 10074                | A    | G   | La Chaux-des-Breuleux, Bas du Village 22 568958 / 230009 |              |
| ja   | Datei hochladen · Wikidata zu Bauernhaus sur le Cratan (Q29521896) | Bauernhaus Sur le Cratan / Ferme Sur le Cratan KGS-Nr.: 10075 | A    | G   | Chemin du Crâtan 6 566546 / 228541                       |              |
| BW   | Datei hochladen · Wikidata zu Bauernhaus (Q110657690)              | Bauernhaus / Ferme KGS-Nr.: 16927                             | A    | G   | La Chaux-des-Breuleux, La Baumatte 29 569476 / 230286    |              |
| ja   | Datei hochladen · Wikidata zu Kirche Saint-Joseph (Q29785460)      | Kirche Saint-Joseph / Église Saint-Joseph KGS-Nr.: 16135      | B    | G   | Rue du Curé-Beuret 2 567062 / 229185                     |              |